# Bösendorfer
Bösendorfer je rakouský výrobce klavírů a pianin.

## Historie

### 19. století

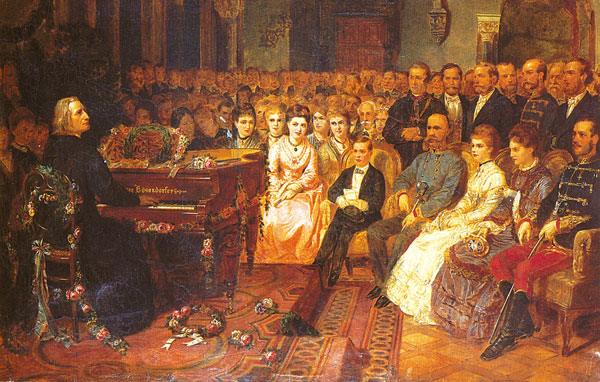
Ferenc Liszt koncertuje na klavíru Bósendorfet pro císaře Františka Josefa I.

Společnost byla založena 25. července 1828 ve Vídni Ignazem Bösendorferem, který se vyučil u Josepha Brodmanna a poté převzal jeho dílnu. Za velmi krátkou dobu získal vynikající pověst svých úhledně vytvořených a krásně znějících nástrojů a v roce 1839 byl prvním výrobcem klavíru, který kdy získal od císaře titul c. k. dvorní výrobce klavírů.
Když v roce 1859 Ignaz Bösendorfer zemřel, převzal společnost jeho jediný syn Ludwig Bösendorfer. Jelikož tituly dvorních a komorních dodavatelů souvisely s danou osobou, musel předložit císaři novou žádost. Titul c. k. dodavatel obdržel až v roce 1866 a titul komorního dodavatele Jeho Veličenstva v roce 1869. Společnost nadále řídil s velkou zručností a nástroje byly brzy exportovány do celého světa. Výjimečný pianista Ferenc Liszt, jehož hra na klavír v té době zničila téměř každý klavír, hrál hlavně na klavíry Bösendorfer, protože tyto nástroje jeho hře odolaly.
V roce 1870 se společnost přestěhovala do stávající tovární budovy ve Starhemberggasse (dnešní adresa Graf-Starhemberg-Gasse 14) ve 4. vídeňském okrese Wieden. Továrna byla upravena v letech 1871 až 1873. V roce 1872 se uskutečnil první koncert v bývalé jízdárně Lichtenštejnského paláce na Herrengasse, v Bösendorferově síni s legendární akustikou.
V roce 1900 vyvolalo senzaci císařské křídlo s rozsahem osmi oktáv (od subcontra-C do c5), které bylo postaveno na popud Ferruccia Busoniho. Se svými 290 centimetry byl Imperial nejdelším klavírem v sériové výrobě až do modelu 308 od společnosti Fazioli a je stále jediným klavírem s 97 klávesami.
Společnost Bösendorfer, založená v roce 1828, je výrobcem klavírů s nejdelší tradicí na světě.

### 20. století
Na přelomu století se zdokonalovala konstrukce klavíru, ve které firma Bösendorfer hrála hlavní roli. Nástroje byly technicky vyspělé, byl použit pouze nejlepší materiál a časový faktor ještě nebyl rozhodujícím faktorem ve výrobě.
Ludwig Bösendorfer, který zůstal bezdětný, prodal společnost v roce 1909 svému příteli Carlu Hutterstrasserovi. V roce 1913 se Bösendorfer Hall, navzdory četným protestům, stala obětí stavebních spekulací. Budova byla zbořena a náměstí v centru Vídně, zůstalo po mnoho let prázdné.
První světová válka přinesla společnosti vážný neúspěch a Ludwig Bösendorfer zemřel v roce 1919. Výroba se obnovovala jen pomalu. V roce 1931 vstoupili do společnosti synové Carla Hutterstrassera, Alexander a Wolfgang, a firma byla změněna na veřejnou obchodní společnost (Offene Handelsgesellschaft - OHG).
Druhá světová válka přinesla další problémy, v roce 1944 shořel po náletu firemní sklad dřeva. Když se po válce první kvalifikovaní dělníci vrátili ze zajetí, začal nový pracný začátek. Produkci bylo možné obnovit a zvýšit jen pomalu. Během let sovětské okupace dokázala firma Steinway ovládnout trh se špičkovými klavíry.
U příležitosti 125. výročí založení společnosti v roce 1953 věnovala firma Bösendorfer zlatý prsten jako ocenění pro nejvýznamnějšího klavíristu. jeho prvním nositelem byl Wilhelm Backhaus. V roce 1978 získal tento prsten Paul Badura-Skoda.
V roce 1966 se společnost Bösendorfer stala akciovou společností a 100% převzala americká společnost Kimball International z Jasperu (Indiana). Tato společnost se zabývala zpracováním dřeva v nejširším slova smyslu a také vyráběla klavíry. Se závazkem společnosti Kimball bylo možné zvýšit produkci a exportovat nástroje do celého světa, ale vážné chyby v řízení v 80. letech vedly ke značné ztrátě kvality a zároveň k prudkému růstu cen nástrojů.
V roce 1973 byla většina produkce přemístěna do nové továrny ve Vídeňském Novém Městě. Na konci 90. let se kvalita nástrojů opět výrazně zvýšila na dřívější úroveň.

### 21. století
V roce 2001 obdržela společnost státní vyznamenání, a tím i právo používat federální znak při obchodních jednáních. V roce 2002 se firma vrátila do rakouských rukou a společnost převzala skupina společností BAWAG.
Po turbulencích ve společnosti BAWAG a jeho převzetí americkým fondem Cerberus byl v prosinci 2007 prodán tradiční výrobce klavírů japonskému výrobci hudebních nástrojů Yamaha. Společnost Yamaha, která je jedním z největších a nejdůležitějších výrobců klavírů v současnosti vyrábějících své nástroje v Japonsku, Anglii (do podzimu 2009) a Indonésii, poskytla společnosti Bösendorfer záruku, že nepřemístí firmu mimo Rakousko.
Dne 19. května 2010 bylo ve výrobním areálu ve Vídeňském Novém Městě otevřeno nové centrum, kde je možné nástroje vyzkoušet v podmínkách koncertního sálu. Ve stejné době sem byla z úsporných důvodů přesunuta administrativa firmy. Byly opuštěny staré tovární budovy ve Wiedenu. Zůstal zachován salon v budově vídeňského spolku Musikverein. Od října 2010 je v Mozartově domě ve Vídni na Domgasse 5 poblíž katedrály sv. Štěpána „Bösendorferova síň“, kde se pravidelně konají koncerty.
Na podzim 2013 postavila firma Bösendorfer svůj padesátitisící nástroj. Počet klavírů, které vyrobil jeho hlavní konkurent, firma Steinway, je více než desetkrát vyšší.

## Klavíry Bösendorfer v České republice
- V roce 1996 zapůjčila firma Bösendorfer jeden svůj mistrovský klavír do koncertní síně Rudolfinum. Na tento klavír zde koncertoval dne 9. března 1996 Paul Badura-Skoda, na programu byly poslední tři klavírní sonáty Ludwiga van Beethovena číslo 30, 31 a 32.